# Pintor de Tarporley

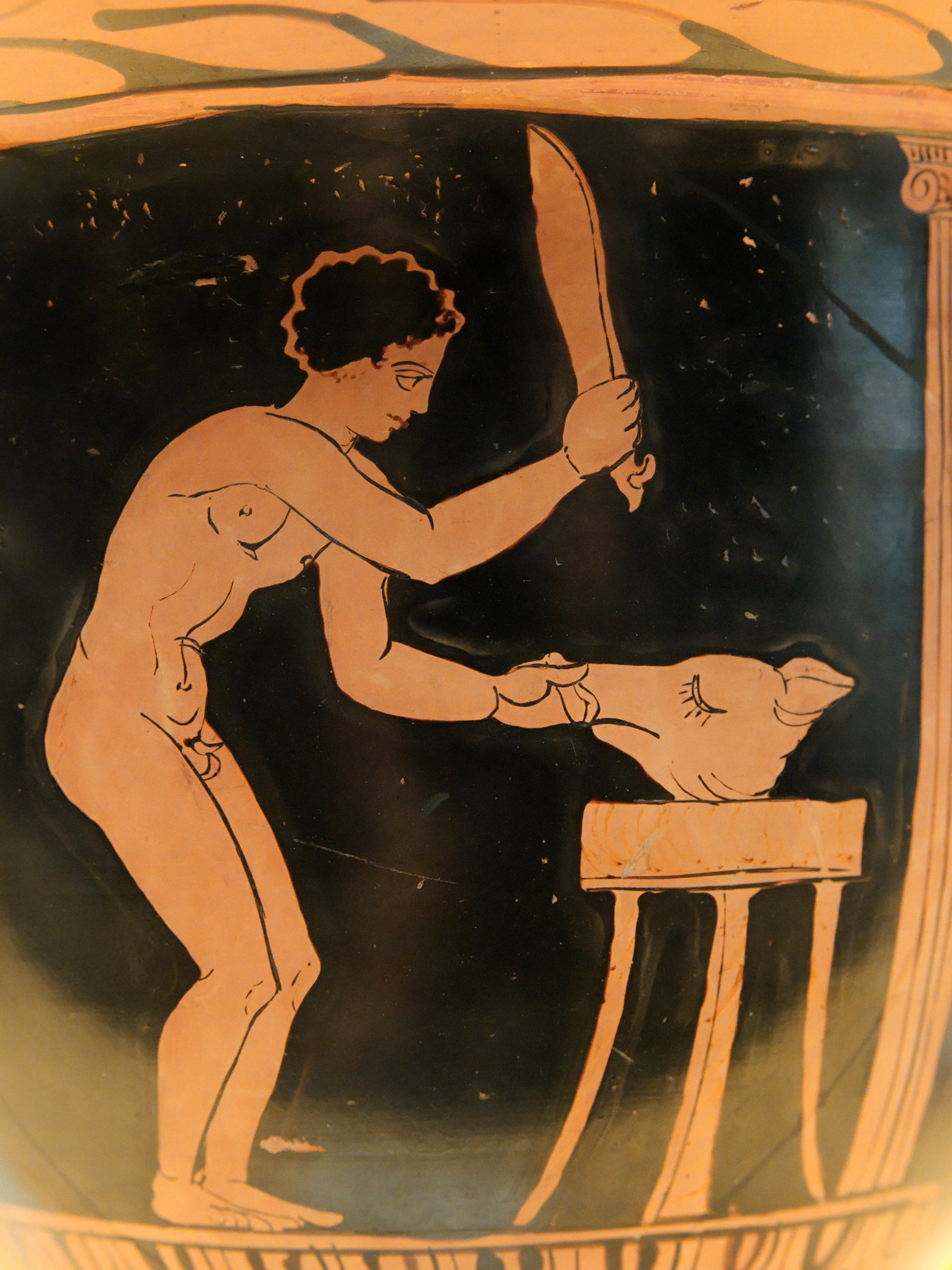
Después del sacrificio ritual: un joven se dispone a partir con un cuchillo una cabeza de cerdo. Crátera de campana apulia. Museo Arqueológico Nacional de España.

El Pintor de Tarporley fue un pintor griego de cerámica apulia de figuras rojas. Sus obras datan del primer cuarto del siglo IV a. C. Es el representante más importante de su época del llamado estilo plano. Se le considera el discípulo y sucesor del Pintor de Sísifo, como lo indican sus elegantes figuras de finos bordes y las solemnes expresiones faciales de sus mujeres y jóvenes encapuchados. Pintó prendas en un estilo menos equilibrado que el del Pintor de Sísifo. Sus cabezas son a menudo ovaladas y se inclinan hacia adelante. Los espacios entre sus figuras están a menudo llenos de flores, ramas o enredaderas. Con el tiempo, su estilo de dibujo se vuelve más fluido, pero también menos preciso. Pintaba especialmente cráteras, en los que a menudo representaba temas dionisíacos y escenas teatrales. Su obra incluye el primer vaso flíaco conocido, que muestra el castigo de un ladrón, acompañado de una inscripción en verso métrico. Las escenas mitológicas de él son raras. Parece haber una relación especialmente estrecha entre el trabajo del Pintor de Tarporley y el del Pintor de Dolon, quizás cooperaron directamente durante algún tiempo. Su sucesión está representada por tres escuelas separadas, cada una claramente influenciada por él. El pintor más importante de la primera es el Pintor de Schiller, de la segunda el Pintor de Hoppin y de la tercera el Pintor de Karlsruhe B9 y el Pintor de Dijon.